# Dichlorek siarki
Dichlorek siarki – nieorganiczny związek chemiczny z grupy chlorków, połączenie chloru i siarki na II stopniu utlenienia.
Jest czerwoną, nietrwałą cieczą. Reaguje łatwo z wodą, alkoholami i eterami.
Otrzymuje się go przez chlorowanie dichlorku disiarki w temperaturze 0 °C lub przez przepuszczanie chloru nad siarką w obecności żelaza i trójchlorku fosforu. Rozpuszcza się w benzenie i tetrachlorometanie.